# Sam Bewley
Sam Bewley est un coureur cycliste néo-zélandais né le 22 juillet 1987 à Rotorua. Spécialisé en poursuite par équipes jusqu'en 2012, il a été médaillé de bronze des Jeux olympiques de 2008 et 2012 et aux championnats du monde de 2010 et 2012.

## Biographie
En 2005, aux championnats du monde de cyclisme sur piste juniors, Sam Bewley est médaillé d'or de la poursuite par équipes avec Darren Shea, Westley Gough et Jesse Sergent, et médaillé d'argent de la poursuite par équipes. Il rejoint ensuite l'équipe nationale élite de poursuite par équipes, et se concentre sur cette discipline. En 2008, aux Jeux olympiques de Pékin, l'équipe de Nouvelle-Zélande formée par Sam Bewley, Hayden Roulston, Marc Ryan, Jesse Sergent et Westley Gough obtient la médaille de bronze.

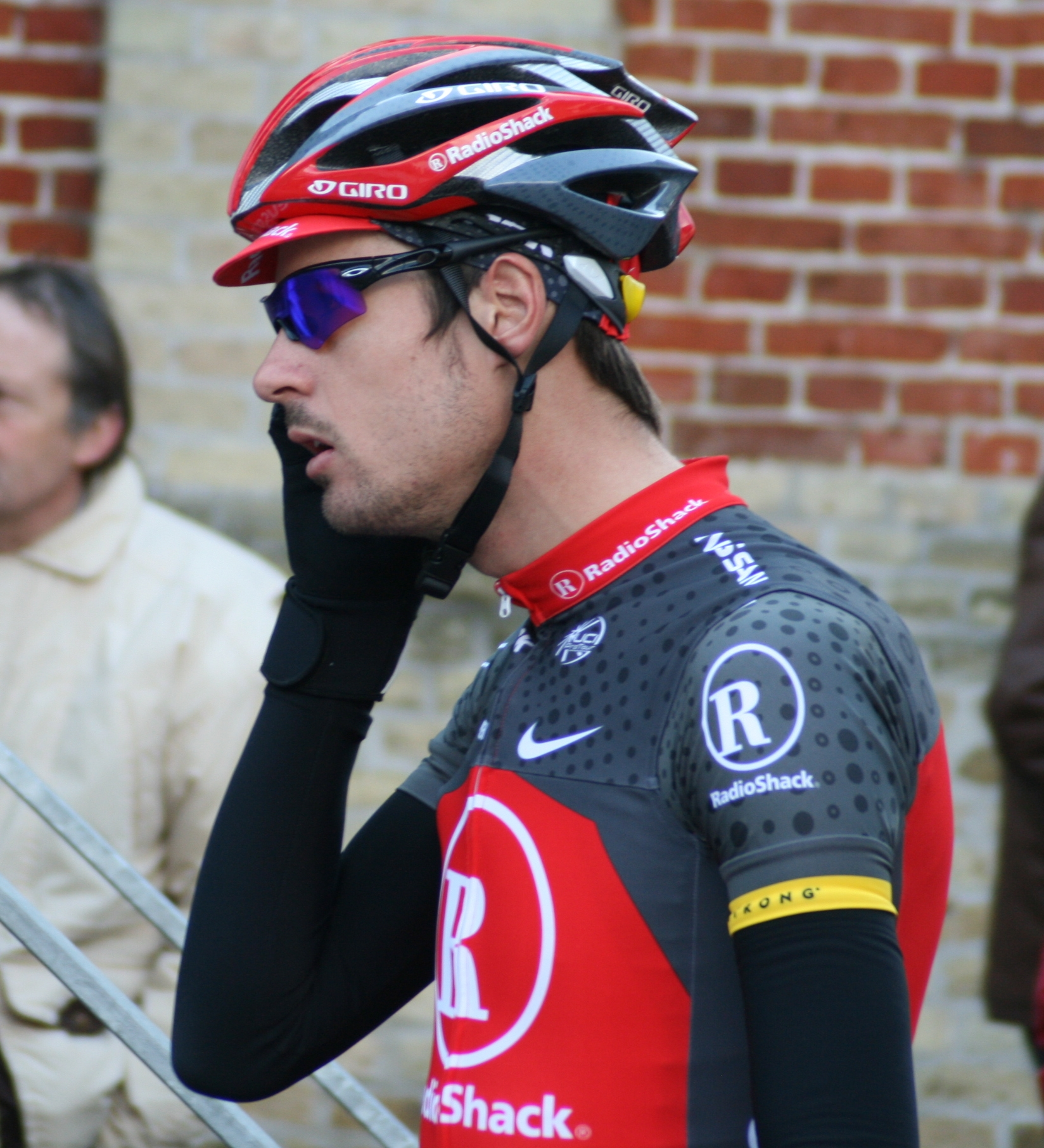
Sam Bewley lors des Trois Jours de Flandre-Occidentale 2010

En 2009, Sam Bewley intègre l'équipe Trek Livestrong. Sam Bewley devient coureur professionnel en 2010 au sein de l'équipe RadioShack. En mars, il est médaillé de bronze du championnat du monde de poursuite par équipes, à Copenhague, avec Westley Gough, Peter Latham et Jesse Sergent. En octobre, aux Jeux du Commonwealth, il obtient la médaille d'argent, avec Westley Gough, Marc Ryan et Jesse Sergent. L'année suivante, lors des championnats du monde, l'équipe de Nouvelle-Zélande formée par Sam Bewley, Peter Latham, Marc Ryan et Jesse Sergent est quatrième. En fin d'année 2011, Bewley n'est pas conservé par RadioShack.
En janvier 2012, il gagne une étape de la New Zealand Cycle Classic. En mars, il participe aux championnats du monde sur piste à Melbourne et y obtient la médaille de bronze de la poursuite par équipes. Il est recruté en mai 2012 par la nouvelle équipe australienne Orica-GreenEDGE. Durant l'été, aux Jeux olympiques de Londres, il obtient la même médaille en poursuite par équipes, comme quatre ans auparavant. En septembre, il dispute avec ses coéquipiers le nouveau championnat du monde du contre-la-montre par équipes de marque. Orica-GreenEDGE y obtient la médaille de bronze. Il représente la Nouvelle-Zélande au contre-la-montre individuel, dont il prend la 31e place.

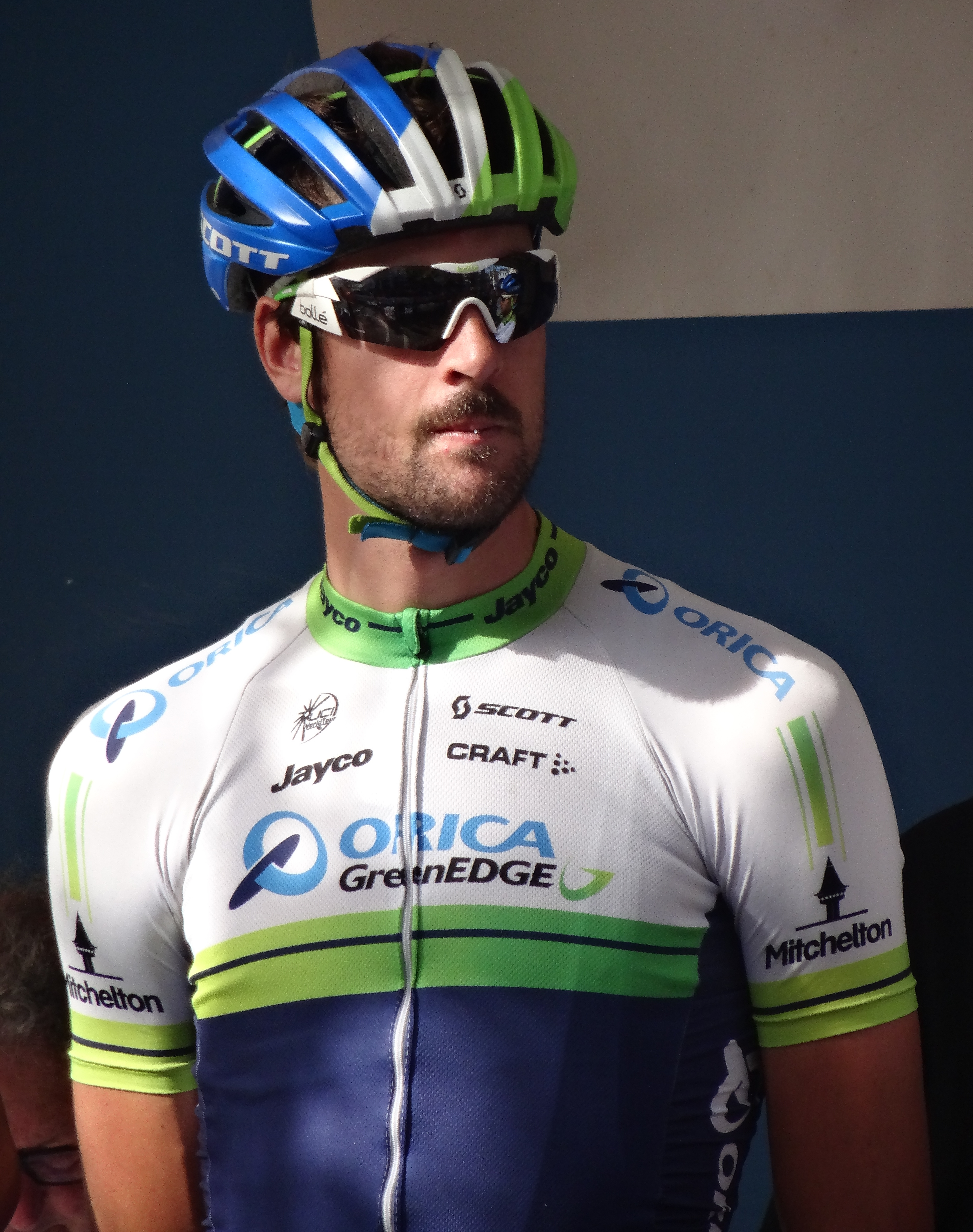
Sam Bewley lors de l'Eurométropole Tour 2014

En 2013, il décide de se concentrer uniquement sur la route. En avril, il se fracture une clavicule lors du Circuit de la Sarthe. Il dispute le Tour d'Espagne, son premier grand tour. Le contrat qui le lie à Orica-GreenEDGE est prolongé pour 2014. En avril 2014, une chute lors de Paris-Roubaix lui cause deux fractures à la main et le prive de compétition pendant plusieurs semaines. Durant l'été, il dispute à nouveau le Tour d'Espagne. Il est treizième de la dernière étape, un contre-la-montre. Son contrat avec Orica-GreenEDGE est renouvelé pour un an.
Fin 2015 il prolonge de deux ans son contrat avec l'équipe Orica-GreenEDGE.
Il arrête sa carrière en fin d'année 2022.

## Palmarès sur piste

### Jeux olympiques
- Pékin 2008
  -   Médaillé de bronze de la poursuite par équipes
- Londres 2012
  -   Médaillé de bronze de la poursuite par équipes

### Championnats du monde
- Ballerup 2010
  -  Médaillé de bronze de la poursuite par équipes
- Apeldoorn 2011
  - 4e de la poursuite par équipes
- Melbourne 2012
  -  Médaillé de bronze de la poursuite par équipes

### Championnats du monde juniors
- 2005
  -  Champion du monde de poursuite par équipes juniors
  -  Médaillé d'argent de la poursuite individuelle

### Coupe du monde
- 2007-2008
  - 2e de la poursuite par équipes à Sydney
  - 2e de la poursuite par équipes à Pékin
- 2008-2009
  - 2e de la poursuite par équipes à Pékin
- 2009-2010
  - 3e de la poursuite par équipes à Melbourne
- 2010-2011
  - 1er de la poursuite par équipes à Cali (avec Westley Gough, Marc Ryan et Jesse Sergent)

### Jeux du Commonwealth
- New Delhi 2010
  -  Médaillé d'argent de la poursuite par équipes

### Championnats d'Océanie
| Édition / Épreuve | Poursuite individuelle | Poursuite par équipes                              | Course aux points |
| 2007              |                        | Argent                                             |                   |
| 2009              | Bronze                 | Or (avec Westley Gough, Marc Ryan et Peter Latham) | Or                |
| 2011              | Bronze                 | Or (avec Aaron Gate, Marc Ryan et Jesse Sergent)   | Bronze            |

### Jeux d'Océanie
- 2004
  -  Médaillé d'or de la poursuite individuelle juniors
  -  Médaillé d'argent de la poursuite par équipes juniors

## Palmarès sur route et classements mondiaux

### Palmarès
- 2003
  -  Champion de Nouvelle-Zélande du contre-la-montre cadets
- 2005
  - 3e du championnat de Nouvelle-Zélande sur route juniors
- 2006
  - 6ea étape du Tour de Southland
- 2007
  - 1re étape du Tour de Wellington (contre-la-montre par équipes)
  - 2e étape du Cabri Tour (contre-la-montre)
- 2010
  - 3e du championnat de Nouvelle-Zélande du critérium
- 2011
  - Prologue du Tour de Southland (contre-la-montre par équipes)
- 2012
  - 3e étape de la New Zealand Cycle Classic
  -  Médaillé de bronze du championnat du monde du contre-la-montre par équipes
- 2015
  - 1re étape du Tour d'Italie (contre-la-montre par équipes)
- 2019
  - 1re étape secteur B de la Semaine internationale Coppi et Bartali (contre-la-montre par équipes)

### Résultats sur les grands tours

#### Tour de France
1 participation
- 2020 : abandon (10e étape)

#### Tour d'Espagne
5 participations
- 2013 : non-partant (14e étape)
- 2014 : 135e
- 2016 : 140e
- 2017 : 143e
- 2019 : 100e

#### Tour d'Italie
3 participations
- 2015 : 122e, vainqueur de la 1re étape (contre-la-montre par équipes)
- 2016 : 125e
- 2018 : 130e

### Classements mondiaux
| Année                  | 2006 | 2007  | 2008 | 2009 | 2010 | 2011 | 2012 | 2013 | 2014 | 2015 | 2016 |
| ---------------------- | ---- | ----- | ---- | ---- | ---- | ---- | ---- | ---- | ---- | ---- | ---- |
| Calendrier mondial UCI |      |       |      |      | nc   |      |      |      |      |      |      |
| UCI World Tour         |      |       |      |      |      | nc   | nc   | nc   | nc   | nc   | nc   |
| UCI Europe Tour        |      | 1108e |      |      |      |      |      |      |      |      |      |
| UCI Oceania Tour       | 78e  | 48e   |      |      |      |      |      |      |      |      |      |